# Octa av Kent
Octa av Kent, död 540, var en engelsk monark. Han var kung av Kent 512–540. 